# Янаки Моллов
Янаки Стефанов Моллов е български агроикономист и политик. Участник в Демократическия сговор и Народното социално движение, той участва в правителствата след Деветоюнския (1923 – 1926) и Деветнадесетомайския преврат (1934 – 1935). Академик на БАН.
Янаки Моллов е роден през 1882 в село Беброво, Еленско. Завършва гимназия в София, а през 1905 – Висше земеделско училище в Москва. След войните е доцент (1919 – 1923) и професор (1923 – 1944) по земеделска икономика в Софийския университет „Свети Климент Охридски“. Изследва организацията и структурата на земеделското производство в България, селскостопанското райониране. Прави статистикоикономически изследвания на цените и доходността в селското стопанство. Янаки Моллов на няколко пъти е декан на Агрономическия факултет (1921, 1923, 1927 – 1929, 1930 – 1931, 1937 – 1939), а през 1939 – 1940 е ректор на университета. От 1935 е дописен, а от 1941 – редовен член на Българска академия на науките.
През 1919 Янаки Моллов участва като експерт в българската делегация за подписването на Ньойския договор. След Деветоюнския преврат той става министър на земеделието и държавните имоти в двете правителства на Александър Цанков (1923 – 1926). Моллов е народен представител от Демократическия сговор в XXI (1923 – 1927), XXII (1927 – 1931) и XXIII (1931 – 1934) Обикновено народно събрание. През 1932 се включва в отделилото се от Сговора Народно социално движение на Александър Цанков. След Деветнадесетомайския преврат е министър на народното просвещение в кабинета на Кимон Георгиев и министър на народното стопанство в кабинета на Пенчо Златев..